# White Lake (Carolina del Nord)
White Lake és una població dels Estats Units a l'estat de Carolina del Nord. Segons el cens del 2000 tenia 529 habitants.

## Demografia
Segons el cens del 2000, White Lake tenia 529 habitants, 238 habitatges i 149 famílies. La densitat de població era de 229,5 habitants per km².
Dels 238 habitatges en un 23,9% hi vivien nens de menys de 18 anys, en un 50,4% hi vivien parelles casades, en un 9,7% dones solteres, i en un 37% no eren unitats familiars. En el 32,8% dels habitatges hi vivien persones soles el 10,9% de les quals corresponia a persones de 65 anys o més que vivien soles. El nombre mitjà de persones vivint en cada habitatge era de 2,22 i el nombre mitjà de persones que vivien en cada família era de 2,83.
Per edats la població es repartia de la següent manera: un 20,8% tenia menys de 18 anys, un 7% entre 18 i 24, un 27,6% entre 25 i 44, un 30,8% de 45 a 60 i un 13,8% 65 anys o més.
L'edat mediana era de 42 anys. Per cada 100 dones de 18 o més anys hi havia 91,3 homes.
La renda mediana per habitatge era de 35.375 $ i la renda mediana per família de 45.625 $. Els homes tenien una renda mediana de 36.875 $ mentre que les dones 25.000 $. La renda per capita de la població era de 22.446 $. Entorn del 9,9% de les famílies i el 14,2% de la població estaven per davall del llindar de pobresa.

## Poblacions més properes
El següent diagrama mostra les poblacions més properes.